# Елліот (плутонський кратер)
Елліот (англ. Elliot) — кратер на Плутоні, майже 100 км у поперечнику. Розташований на межі краю Вікінга й плями Ктулху. Його названо 8 серпня 2017 року МАСом на честь Джеймса Елліота — американського астронома, який відкрив кільцеву систему Урана і атмосферу Плутона.